# Studená hora
Studená hora (německy Kaltstauden), 1302 m, je plochá hora na Šumavě, ležící 5,5 km jihozápadně od Modravy a 2 km severozápadně od samoty Březník, necelé 2 km od česko-německé hranice, která v těchto místech vede přes mateřský Blatný vrch (1376 m).

## Přístup
Západní svah je součástí I. zóny národního parku, ale samotný vrchol je přístupný. Nejjednodušší cesta vede od samoty Březník, kam vede modrá a zelená značka z Modravy. Od bývalé Schwarzenberské hájovny vede na západ zpevněná cesta, ze které se po asi 1,5 km odbočí volným (podmáčeným) terénem k severu. Vrchol je odsud vzdálený 650 m s převýšením 35 m.

## Vrcholy
Kromě hlavního vrcholu má Studená hora i 4 vedlejší vrcholy:
- Jihozápadní vrchol (1275 m) – vzdálený 830 m západo-jihozápadně, nepřístupný (I. zóna NP)[2]
- Západní vrchol (1226 m) – vzdálený 1840 m západně, nepřístupný (I. zóna NP)[2]
- Severní vrchol I (1203 m) – vzdálený 1150 m severo-severozápadně, přístupný (orientačně náročné)[1]
- Severní vrchol II (1188 m) – vzdálený dalších 400 m severně, přístupný (orientačně náročné)[1]